# Formación Livingston
La formación geológica Livingston es una formación en Montana cuya fecha de regreso a los estratos del Cretácico Tardío .
Restos de dinosaurios se encuentran entre los fósiles que se han recuperado de la formación.